# 危機妊娠センター
危機妊娠センター（ききにんしんセンター、英語: crisis pregnancy center（CPC）, pregnancy resource center（PRC））は妊婦に人工妊娠中絶（以下、中絶）の手術を受けないよう説得するために設立された非営利団体の一種。本項では略称としてCPCsを使用する。CPCsは中絶、妊娠、出産のピアカウンセリングを行う他、経済支援、育児支援、養子縁組の紹介など医療以外のサービスを提供することもある。診療所としての資格を持つCPCsは妊娠検査、超音波検査などのサービスを提供する。一方で、CPCsは主に中絶による身体的・精神的リスク、稀にコンドームの有効性と性感染症の予防について誤った医療知識を広めていることが頻繁に確認されている。
CPCsは通常、厳格な社会保守主義を順守する観点のキリスト教徒によって運営されている。アメリカ合衆国全土では2017年時点で、中絶を扱う診療所が808あるのに対し、約2,300のCPCsの施設が存在する。合衆国外ではカナダ、ラテンアメリカ、アフリカ、ヨーロッパで数百ものCPCsが活動している。これらのCPCsは合衆国内の組織によって運営されたり合衆国内の組織から資金援助を受けたりしており、合衆国内のものと似た戦略を用いる。2001年から2009年にわたるジョージ・W・ブッシュの任期にCPCsは連邦政府から数千万ドルの補助金を受領した。2015年時点で全米の半数以上の州が直接的、もしくはChoose Life license platesの販売により間接的に、あるいはその併用と妊娠危機センターの資金援助を行った。
CPCsに関する法的、行政的な対応として一般的に、中絶を実施できるように見せかけている施設を対象に、サービスを提供していないことやその資格を所持していないことを開示するよう求め、偽装表示を抑制しようとしている。1993年には、National Institute of Family and Life Advocates（NIFLA）が設立され、合衆国内のCPCsに法的なアドバイスを行っている。